# Antananarivo-Avaradrano
Antananarivo-Avaradrano é um distrito de Madagascar, pertencente à região de Analamanga. É composto por doze comunas e, segundo o censo de 2011, tinha uma população de 343 516 habitantes.

## Comunas
- Alasora
- Ambohidrabiby
- Ambohimalaza Miray
- Ambohimanambola
- Ambohimanga Rova
- Ambohimangakely
- Anjeva Gara
- Ankadikely Ilafy
- Ankadinandriana
- Anosy Avaratra
- Fieferana
- Manandriana
- Masindray
- Sabotsy Namehana
- Talata Volonondry
- Viliahazo